# 番薯崎小南天
22°59′44″N 120°12′18″E / 22.995687°N 120.205136°E

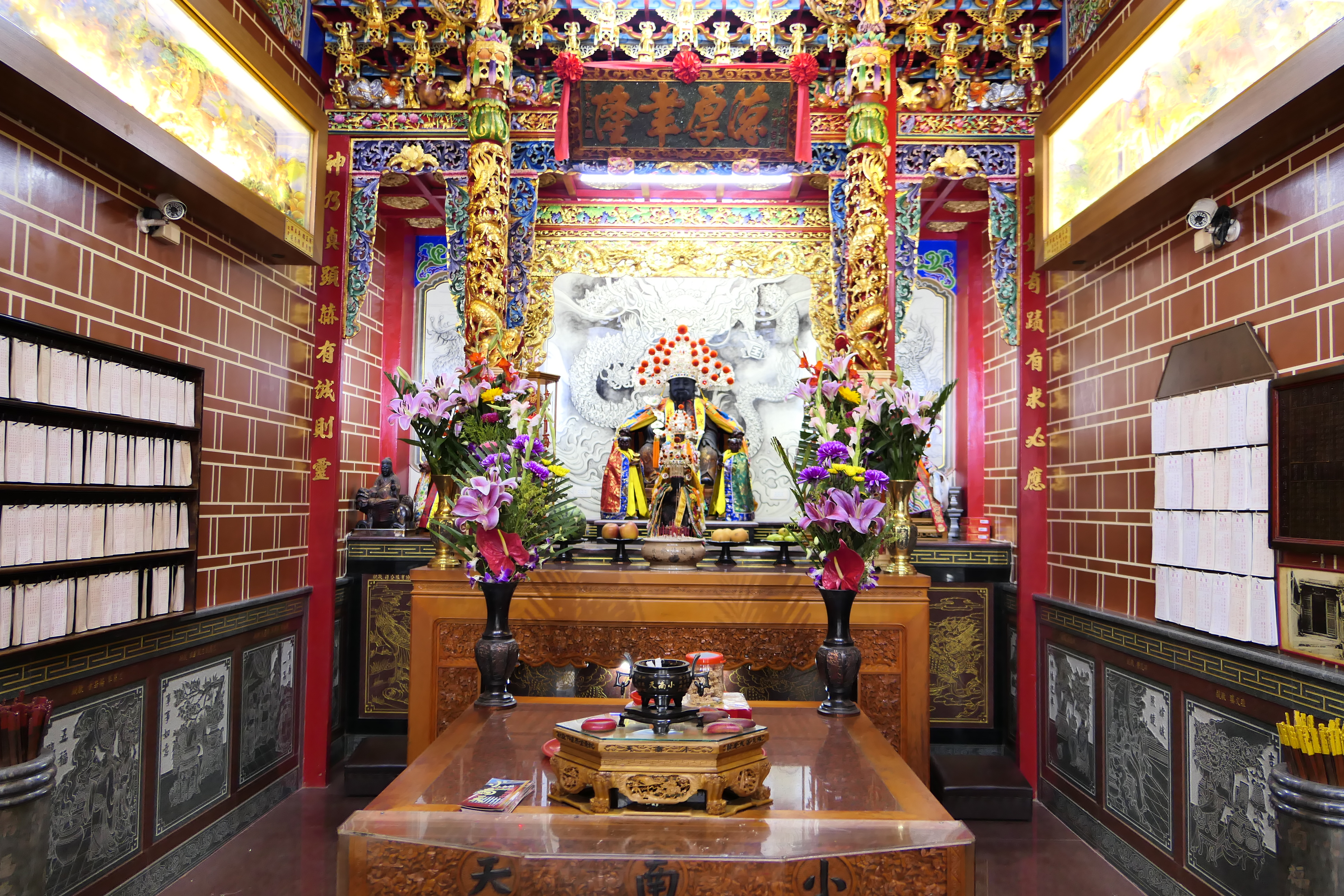
小南天正殿

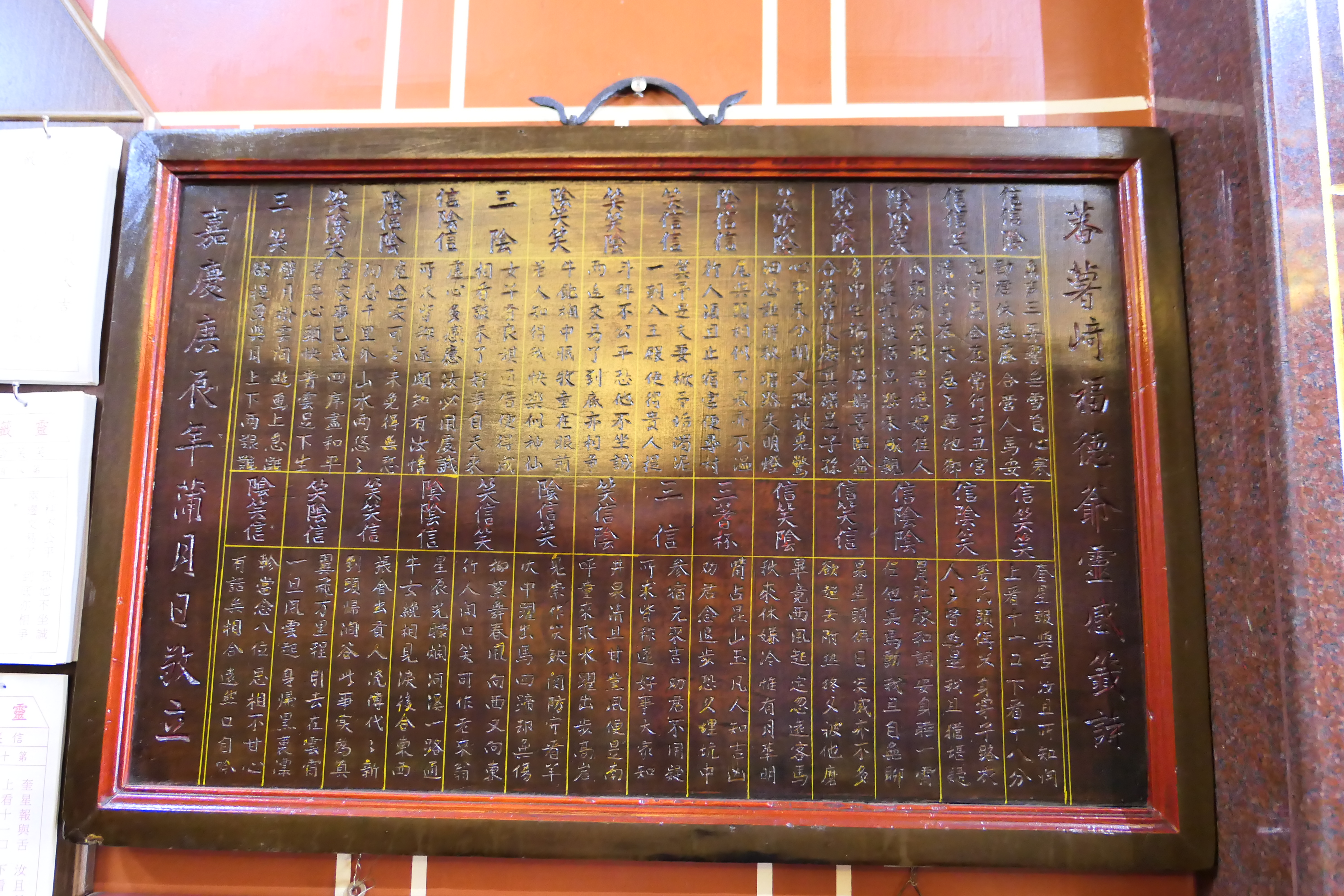
小南天二十八星宿籤詩板

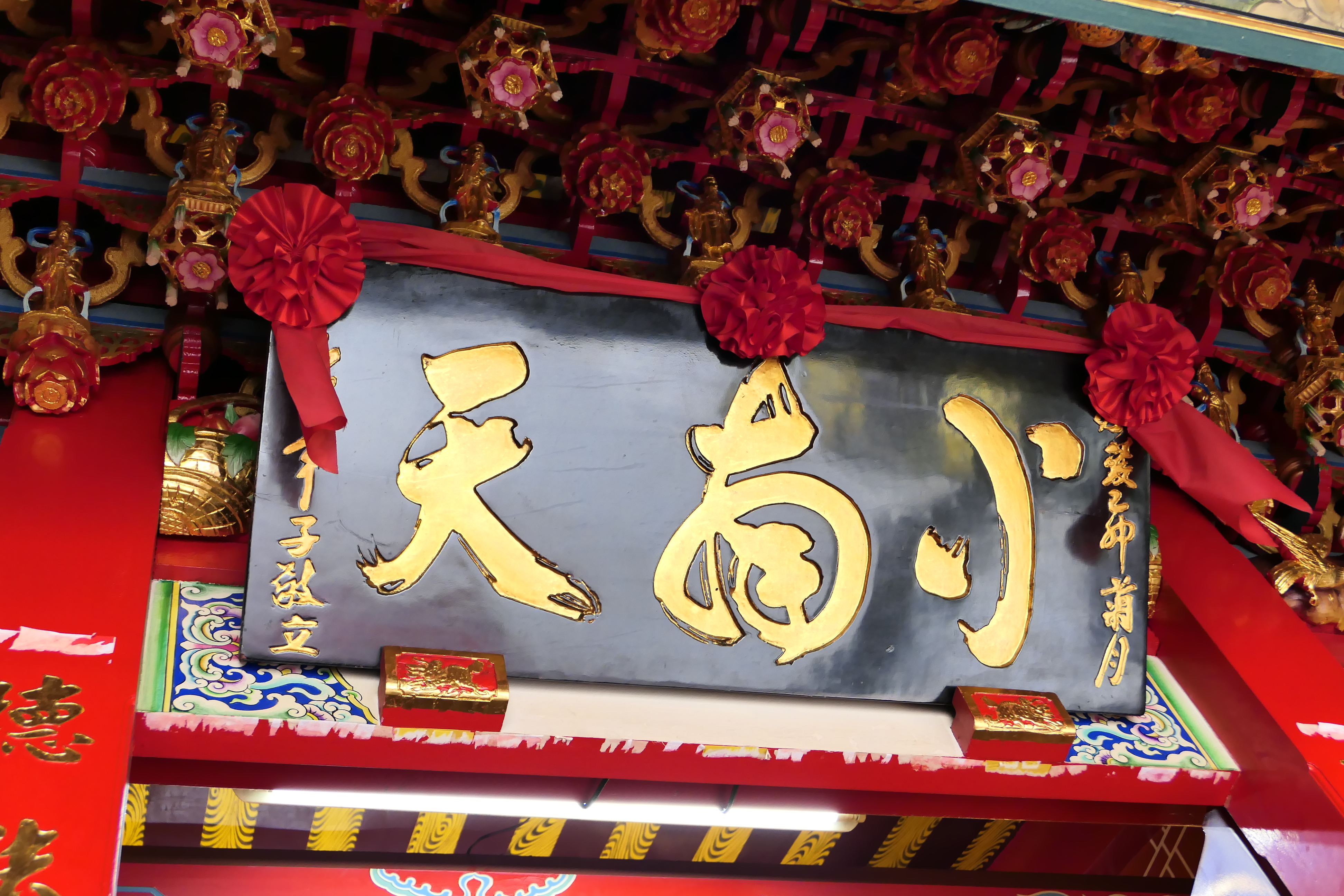
小南天匾額

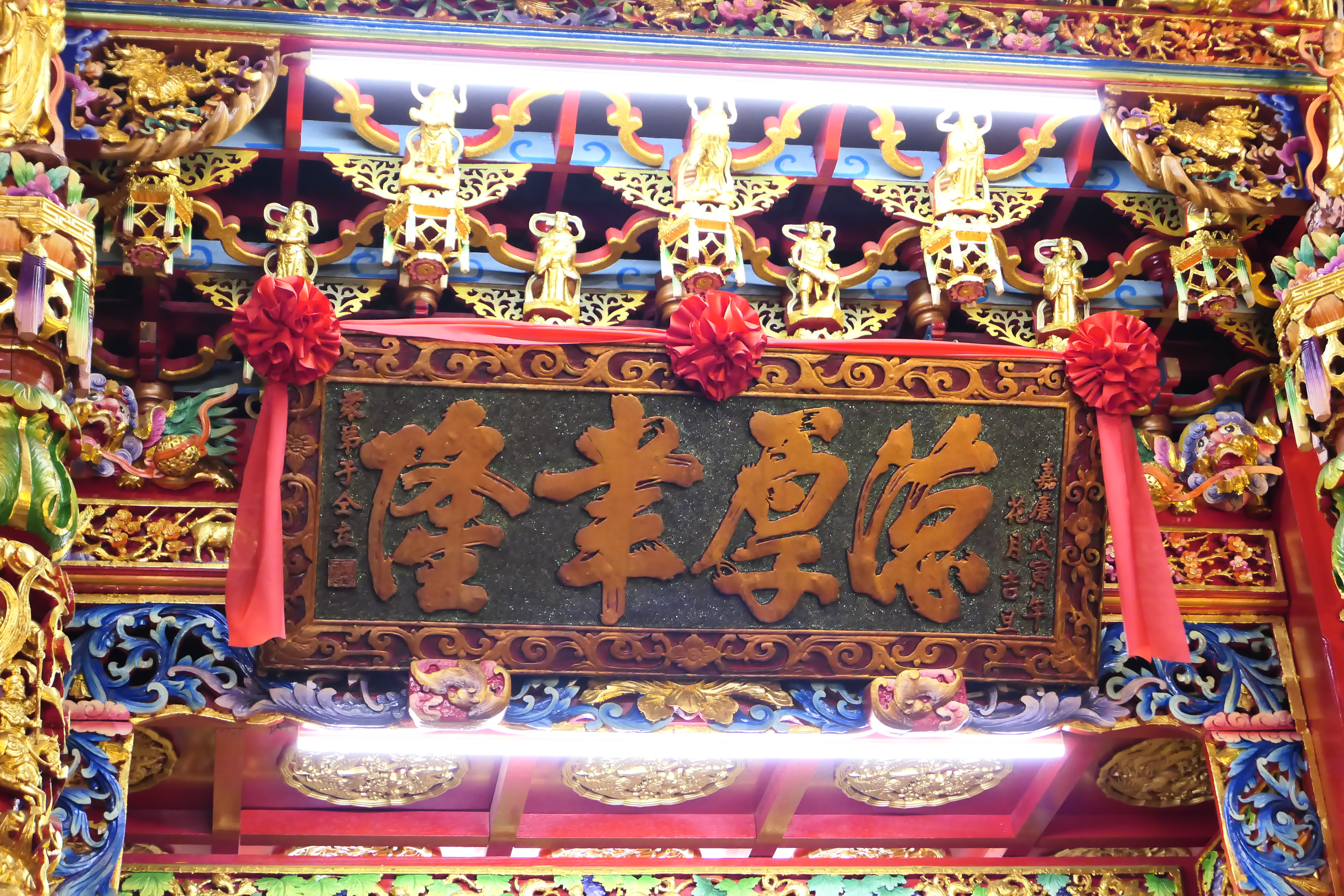
小南天「德厚聿隆」匾

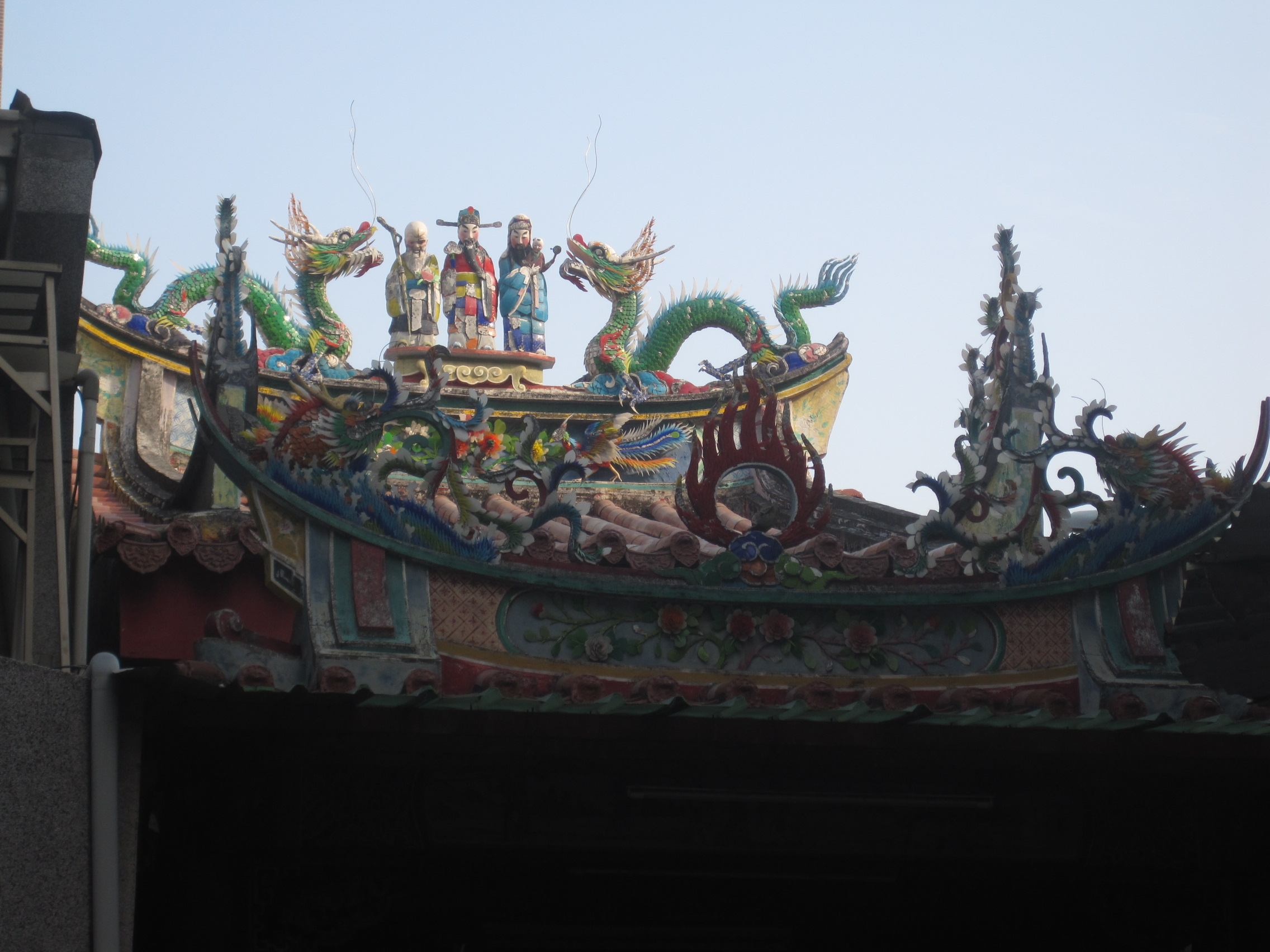
2015年時拍攝的屋頂剪黏

番薯崎小南天位於臺灣臺南市中西區，是主祀福德正神的廟宇。該廟名稱由來據說是明寧靖王朱術桂遊覽番薯崎一帶，見風景優美微南天勝境，故而將此祠命名為小南天，並題字懸額，但該匾已不存。

## 沿革
相傳明永曆二十年（1666年）明寧靖王到蕃薯崎一帶遊覽，見風景優美，為南天勝境，故而將廟名取做「小南天」。此外據說寧靖王還手書「小南天」匾額，但該匾現已不存，目前的「小南天」匾額是嘉慶廿四年（1819年）之作，出自林朝英之手。
清康熙廿三年（1684年）重建。雍正初年，巡道吳昌祚修建此廟。乾隆五十八年（1792年）巡道金溶與地方人士再修，而後嘉慶十九年（1814年）信徒們再次修廟並於嘉慶廿三年（1818年）獻匾「德厚聿隆」。日大正三年（1914年）董事曾敏卿、許拔臣又發起重修。二次大戰後，民國45年（1956年）董事白惠文、蕭魁等人募款重修，並迎開基武廟關帝爺合祀。民國74年（1985年）再修，於民國76年（1987年）安座，民國78年（1989）舉行落成大典。
民國105年（2016年）左右再次整修。民國106年（2017年）舉行「丁酉年三朝慶成祈安建醮」儀式。

## 其他
小南天牆壁上掛有「二十八星宿籤詩板」，是嘉慶廿五年（1820年）的文物。而小南天求取籤詩的方式有別於其他廟宇，不是先抽籤再擲筊，而是直接連擲三筊，在根據結果去找對應的籤詩。
另外據說清同治年間，臺灣鎮總兵曾元福在府城太平街建公館，所以該廟的土地公因有中央級高官在之故而「加官進爵」，戴官帽，披官袍。